# Angelamaría Dávila
Ángela María Dávila Malavé, también conocida como Angelamaría Dávila (n. Humacao, 21 de febrero de 1944 - f. Río Grande, 8 de julio de 2003), fue una poeta y declamadora puertorriqueña considerada por muchos como la más destacado miembro de la Generación del 60, y en particular del colectivo literario Guajana. Su poesía pone de manifiesto la presencia y la voz fuertes de una mujer afro-caribeña que asume plenamente su experiencia como sujeto erótico. Entre sus influencias poéticas se encuentran Julia de Burgos, Clara Lair, Sylvia Rexach y Sor Juana Inés de la Cruz.

## Biografía
Angelamaría Dávila nació en el pueblo de Humacao y falleció en el pueblo de Río Grande, en el Centro de Cuidado Hogar Guadalupe, a causa de complicaciones relacionadas con el Alzheimer. Tras ingresar, en los años sesenta, en la Universidad de Puerto Rico, en Río Piedras, pasó a formar parte del Grupo Guajana, liderado por el poeta Vicente Rodríguez Nietzsche. Otros destacados miembros de dicho colectivo, responsable por la publicación de la Revista Guajana, son figuras de la talla del cantautor Antonio Cabán Vale, más conocido como "el Topo", así como de la poeta Marina Arzola.
En vida, Dávila publicó dos libros de poemas, Homenaje al ombligo (1966), en colaboración con el poeta José María Lima, su esposo en aquella época, y Animal tierno y fiero (1977).
En el año 2006, el Instituto de Cultura Puertorriqueña publicó póstumamente su último poemario, La querencia.
Su poesía también ha sido incluida en importantes antologías tales como: Antología de la poesía hispanoamericana actual, de Julio Ortega (Siglo 21 Editores, 1994), Flor de lumbre /Guajana 40 aniversario 1962-2002 (ICP, 2004) y Literatura puertorriqueña del siglo XX, de Mercedes López Baralt (Editorial de la Universidad de Puerto Rico, 2004).
Como parte de su quehacer, en su poesía y en sus declamaciones en café-teatros y otros espacios culturales, Dávila defiende la afirmación nacional, femenina y racial, "siempre desde la profunda raíz caribeña", como remarca la propia poeta en una grabación donde declama varias de sus poesías, titulada "Angelamaría Dávila. Mujer verso, Animal fiero y tierno".
Uno de sus más destacados poemas, "¿Será la rosa?", es incorporado por el escritor puertorriqueño Luis Rafael Sánchez en su obra teatral Quíntuples.
En 2022, Americas Society presentó "Que tus ojos no se cansen de brillar," un concierto de Música de cámara por el compositor puertorriqueño Gabriel Bouche Caro con poemas de Ángela María Dávila, Pedro Pietri, Julia de Burgos, y Giannina Braschi.
En 2025, Festival Internacional de Poesía en Puerto Rico presentó un "Homenaje a Ángela María Dávila" en el Museo de Arte Contemporáneo de Puerto Rico (MAC) con poesía y música.